# 斎藤夫人 (畠山昭高正室)
斎藤夫人（さいとうふじん、生没年不詳）は、安土桃山時代の女性。河内高屋城主・畠山秋高の正室。名は不詳。

## 生涯
『諸家系図纂』によると、美濃の斎藤道三の娘で、織田信長の養女となり、畠山秋高に嫁いだ。ただ史料が乏しく、他の経歴は不明である。木下聡は、河内畠山氏と斎藤氏が繋がる理由が不明で、実際に嫁いだとは考えにくいとしている。